# Římskokatolická farnost Dolní Dunajovice
Římskokatolická farnost Dolní Dunajovice je územní společenství římských katolíků s farním svatého Jiljí v obci Dolní Dunajovice v mikulovském děkanství v rámci brněnské diecéze.

## Historie farnosti
První písemná zmínka o obci pochází z roku 1183. Dne 14. prosince 1870 se zde narodil pozdější rakouský kancléř a prezident Karl Renner. Po druhé světové válce byli odsunuti obyvatelé německé národnosti, kteří tvořili 96 % obyvatel obce.

## Duchovní správci
Administrátorem excurrendo byl od 1. srpna 2009 R. D. Josef Kohoutek. Dne 1. srpna 2023 jej vystřídal R. D. Jaroslav Jurka.

## Bohoslužby
| Kostel        | Místo            | Bohoslužba (den)                   | Hodina                                            | Poznámka     |
| ------------- | ---------------- | ---------------------------------- | ------------------------------------------------- | ------------ |
| svatého Jiljí | Dolní Dunajovice | neděle pondělí středa pátek sobota | 9.30 17.15 (zima)/18.15 (léto) 8.00 (1. v měsíci) | Farní kostel |

## Aktivity ve farnosti
Dnem vzájemných modliteb farností za bohoslovce a bohoslovců za farnosti brněnské diecéze je 28. březen. Adorační den připadá na stejný den.
Ve farnosti se pravidelně koná tříkrálová sbírka. V roce 2015 se při ní vybralo 39 014 korun.Při sbírce v roce 2016 činil výtěžek 40 075 korun.
V listopadu 2016 se v farnosti konaly lidové misie.